# Acomis
Acomis is een geslacht uit de composietenfamilie (Asteraceae). De soorten zijn endemisch in Australië.

## Soorten
- Acomis acoma (F.Muell.) Druce
- Acomis bella A.E.Holland
- Acomis kakadu Paul G.Wilson
- Acomis macra F.Muell.